# Tres mujeres con sombrillas
Tres mujeres con sombrillas, en francés Trois femmes aux ombrelles, también conocida como Las Tres Gracias, es un cuadro de 1880, pintado al óleo sobre lienzo, de la artista francesa Marie Bracquemond. 

## Descripción
La pintura representa a tres mujeres vestidas con vestidos con volantes y corpiños altos, tan a la moda de entonces. La mujer del medio sostiene un abanico al estilo popular del japonismo.  

## Historia

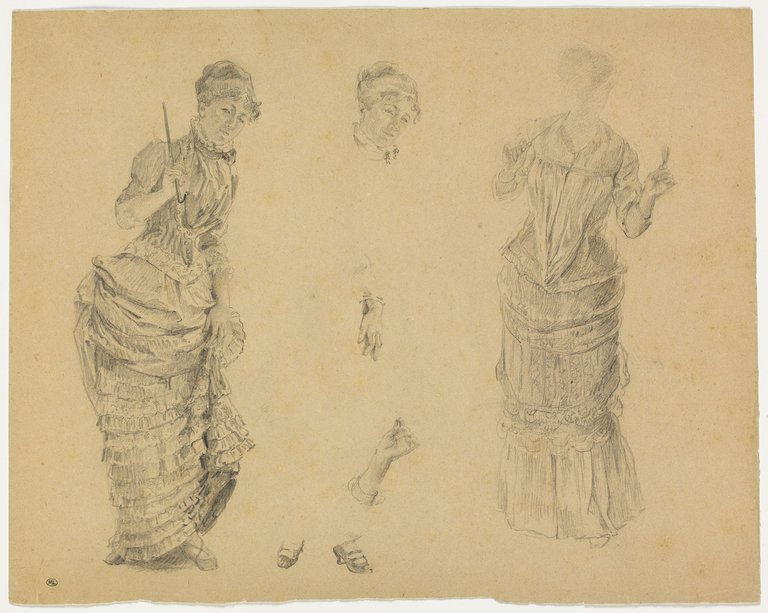
Estudio de Bracquemod para la obra Tres mujeres con sombrillas

Bracquemond realizó varios estudios para la obra, y es posible que uno de ellos haya sido incluido en la octava exposición impresionista, en 1886.
La obra es a menudo conocida con el sobrenombre de Las Tres Gracias, en referencia a las tres diosas de las Charites (las Gratiae o "Gracias") de la mitología romana que aparecen como un tema común en el arte occidental. La hermanastra de Marie, Louise Quivoron, posó como modelo para las dos figuras laterales, mientras que Bracquemond utilizó su propia imagen para la figura central. 
Los historiadores del arte se refieren a esta pintura como una de las obras más impresionistas que Bracquemond produjo durante este período. El crítico de arte francés Gustave Geffroy quedó tan cautivado con la obra que se la compró a Bracquemond y la colgó en el Palacio de Luxemburgo. La obra llgó al Museo de Luxemburgo gracias al legado de Geffroy en 1926, donde permaneció durante los siguientes diez años. En 1936, se trasladó al Ayuntamiento de Chemillé, donde estuvo expuesta hasta 2013, en que fue adquirido por el Museo de Orsay.